# Richard Maurice Hull Lewis
Richard Maurice Hull Lewis, britanski general, * 1897, † 1972.